# Peter Kloeppel

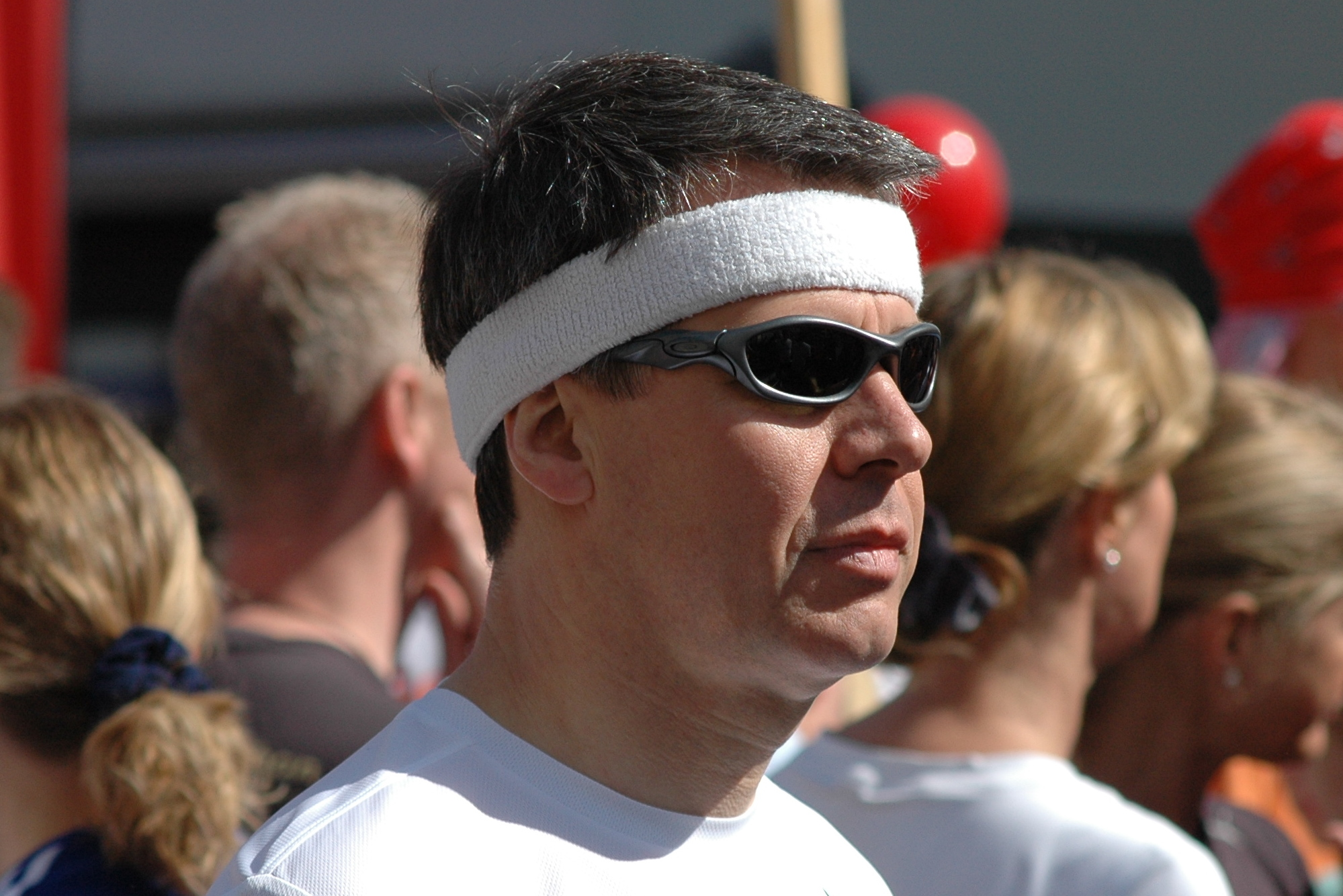
Peter Kloeppel avant le début du marathon à Bonn, 2007

Peter Gert Johannes Kloeppel (né le 14 octobre 1958 à Francfort-sur-le-Main) est un journaliste allemand de RTL (Allemagne) et le présentateur de journaux en chef de RTL Aktuell.
Après l’Abitur en 1977 à la Humboldtschule de Bad Homburg vor der Höhe il a étudié l’agronomie à Göttingen. Entre 1983 et 1985 Peter Kloeppel a visité la Henri-Nannen-Journalistenschule (École journaliste Henri Nannen) à Hambourg. Entre 2004 et 2014 il était le rédacteur en chef de RTL.